# Tomáš Kladívko
Tomáš Kladívko (* 25. listopadu 1957 Praha) je český politik, v letech 2008 až 2014 senátor za obvod Praha 9, předtím od 90. let 20. století poslanec Poslanecké sněmovny za ODS a starosta městské části Praha 9.

## Biografie
Vystudoval střední průmyslovou školu strojní; maturitu složil roku 1977. Od roku 1979 pracoval jako programátor v podniku Kancelářské stroje Praha, pak byl zaměstnancem oddělení rozvoje řízení a výpočetní techniky Jednoty Praha.
Po sametové revoluci se podílel na založení Občanského fóra v Praze 9, kde byl poté i aktivním členem. Roku 1991 vstoupil do Občanské demokratické strany. Od roku 1992 byl místopředsedou oblastní organizace ODS, od roku 1998 místopředsedou pražské organizace.
Angažoval se v komunální politice. Do rady městské části Praha 9 usedl roku 1990 původně ještě za Občanské fórum. V komunálních volbách roku 1994 a komunálních volbách roku 1998 byl zvolen do zastupitelstva městské části Praha 9 za ODS. Opětovně kandidoval v komunálních volbách roku 2002, ale nebyl zvolen. V letech 1992 až 1994 byl místostarostou městské části Praha 9, v letech 1994-1998 starostou. O návrat do Zastupitelstva Městské části Praha 9 se pokoušel za ODS i v komunálních volbách v roce 2014, ale neuspěl.
Ve volbách v roce 1996 kandidoval do poslanecké sněmovny za ODS (volební obvod Praha). Mandát nabyl až dodatečně v lednu 1997. Křeslo ve sněmovně obhájil ve volbách v roce 1998, volbách v roce 2002 a volbách v roce 2006. V letech 1996–2006 byl členem výboru pro obranu a bezpečnost (v letech 2002–2006 jeho místopředsedou). Po rozdělení tohoto výboru zasedal v letech 2006–2008 v obou nástupnických výborech – pro obranu a pro bezpečnost, v druhém jmenovaném jako jeho místopředseda. Na poslanecký mandát rezignoval v říjnu 2008.
V senátních volbách roku 2008 byl zvolen členem horní komory parlamentu za senátní obvod č. 24 – Praha 9. V 1. kole získal 30 % hlasů, v 2. kole 54 %. Ve volbách do Senátu PČR v roce 2014 obhajuje za ODS post senátora v obvodu č. 24 – Praha 9. Se ziskem 16,71 % hlasů skončil v prvním kole na 2. místě a postoupil tak do druhého kola. V něm získal 37,46 % hlasů, a prohrál tak se Zuzanou Baudyšovou (za ANO 2011), která obdržela 62,53 % hlasů.
Je ženatý. S manželkou Ludmilou má syna Jana.